# Годунова, Ксения Борисовна
Ксе́ния Бори́совна Годуно́ва (в постриге — инокиня Ольга; 1582, Москва — 30 августа 1622, Владимир) — русская царевна, дочь царя Бориса Годунова и Марии Григорьевны Скуратовой-Бельской, внучка Малюты Скуратова и сестра царя Фёдора II.
Несостоявшаяся невеста ряда западноевропейских женихов, насильно пострижена в монашество по указанию Лжедмитрия I, оставившего её в живых при убийстве прочих Годуновых и, вероятней всего, ненадолго сделавшего её своей наложницей. Свидетельница событий Смутного времени и участница шестнадцатимесячной обороны Троице-Сергиевой лавры, персонаж ряда художественных произведений.

## Биография

### Ранние годы
Родилась в 1582 году и получила имя в честь преподобной Ксении (память 24 января). В 1589 году её отец в своём письме к иерусалимскому патриарху Софронию IV пишет о своей дочери, приписывая ей приветствие и подарок к патриарху: «и дочь моя Аксинья тебе, великому государю, челом бьет: икону, Спасов образ, да ширинку»).
Вместе с братом Фёдором девушка получила хорошее по тому времени образование (обучена «писанию книжному» и музыке), для чего Борисом были приглашены иностранные учителя, отличалась красотой и умом. Судя по рассказам современников, была среднего роста, лицом бела и румяна, с чёрными волнистыми волосами и большими чёрными глазами; царевну называли «красивейшей».
Писатель XVII века князь Иван Катырев-Ростовский оставил следующее описание облика красавицы-царевны:
«Царевна же Ксения, дщерь царя Бориса, девица сущи, отроковица чюднаго домышления, зелною красотою лепа, бела велми, ягодами румяна, червлёна губами, очи имея черны великы, светлостию блистаяся; когда же в жалобе слезы изо очию испущаше, тогда наипаче светлостию блистаху зелною; бровми союзна, телом изобилна, млечною белостию облиянна; возрастом ни высока ни ниска; власы имея черны, велики, аки трубы, по плещам лежаху. Во всех женах благочиинийша и писанию книжному навычна, многим цветяше благоречием, воистинну во всех своих делах чредима; гласы воспеваемыя любляше и песни духовныя любезне желаше».
При составлении словесного портрета царевны им были использованы литературные обороты переводной «Троянской истории» Гвидо де Колумна:294.
Известно об изготовлении портрета Ксении во время её сватовства к датскому принцу Иоанну. В августе 1601 года послы Бориса отплыли в Копенгаген и, по сообщению Исаака Массы, с ними было «изображение молодой княжны, весьма искусно сделанное ювелиром Яковом Ганом». Скорее всего этот портрет не был литым изображением, как другие работы данного ювелира, а являлся гравированным портретом:296.

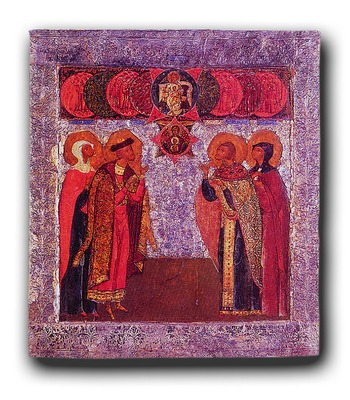
Патрональная икона семьи царя Бориса Годунова, 1589 г.: изображены небесные покровители Бориса, Марии, Федора и Ксении

|  |                                       |  |  |  |  |  |  |  |  |  |  |  |  |  |  |  |
|  | Иван Годунов                          |  |  |  |  |  |  |  |  |  |  |  |  |  |  |  |
|  |                                       |  |  |  |  |  |  |  |  |  |  |  |  |  |  |  |
|  |                                       |  |  |  |  |  |  |  |  |  |  |  |  |  |  |  |
|  | Фёдор Кривой                          |  |  |  |  |  |  |  |  |  |  |  |  |  |  |  |
|  |                                       |  |  |  |  |  |  |  |  |  |  |  |  |  |  |  |
|  |                                       |  |  |  |  |  |  |  |  |  |  |  |  |  |  |  |
|  | Агриппина                             |  |  |  |  |  |  |  |  |  |  |  |  |  |  |  |
|  |                                       |  |  |  |  |  |  |  |  |  |  |  |  |  |  |  |
|  |                                       |  |  |  |  |  |  |  |  |  |  |  |  |  |  |  |
|  | Борис Годунов                         |  |  |  |  |  |  |  |  |  |  |  |  |  |  |  |
|  |                                       |  |  |  |  |  |  |  |  |  |  |  |  |  |  |  |
|  |                                       |  |  |  |  |  |  |  |  |  |  |  |  |  |  |  |
|  | Стефанида Ивановна                    |  |  |  |  |  |  |  |  |  |  |  |  |  |  |  |
|  |                                       |  |  |  |  |  |  |  |  |  |  |  |  |  |  |  |
|  |                                       |  |  |  |  |  |  |  |  |  |  |  |  |  |  |  |
|  | Ксения Годунова Фёдор Годунов         |  |  |  |  |  |  |  |  |  |  |  |  |  |  |  |
|  |                                       |  |  |  |  |  |  |  |  |  |  |  |  |  |  |  |
|  |                                       |  |  |  |  |  |  |  |  |  |  |  |  |  |  |  |
|  | Лукьян Скурат (Бельский)              |  |  |  |  |  |  |  |  |  |  |  |  |  |  |  |
|  |                                       |  |  |  |  |  |  |  |  |  |  |  |  |  |  |  |
|  |                                       |  |  |  |  |  |  |  |  |  |  |  |  |  |  |  |
|  | Малюта Скуратов                       |  |  |  |  |  |  |  |  |  |  |  |  |  |  |  |
|  |                                       |  |  |  |  |  |  |  |  |  |  |  |  |  |  |  |
|  |                                       |  |  |  |  |  |  |  |  |  |  |  |  |  |  |  |
|  | Скуратова-Бельская, Мария Григорьевна |  |  |  |  |  |  |  |  |  |  |  |  |  |  |  |
|  |                                       |  |  |  |  |  |  |  |  |  |  |  |  |  |  |  |
|  |                                       |  |  |  |  |  |  |  |  |  |  |  |  |  |  |  |

### Воцарение Бориса Годунова
Ксении было 16 лет, когда её отец стал царем. Во время его торжественного вступления в Москву 30 апреля 1598 года она шла рядом с Борисом и Фёдором, присутствовала на богослужении в Успенском соборе, где её имя возгласили за многолетием царю Борису:92, и вступила в царские палаты. В крестоцеловальной грамоте она упоминалась наряду со своим братом Фёдором: присягавшие клялись оберегать здоровье детей царя. Историк С. Ф. Платонов сообщает, что «Власти при Борисе предписывали петь многолетие в церквах не только самому, но и его жене и детям» и эти меры по укреплению царского имени и сана вызывали осуждение современников. Ксения, как и вся семья Бориса, сопровождала отца в различных паломничествах, о которых сохранились летописные записи, содержащие всегда указание, что царь ходил «молитися и с царицею и з детми»:93.

#### Неудачные матримониальные планы

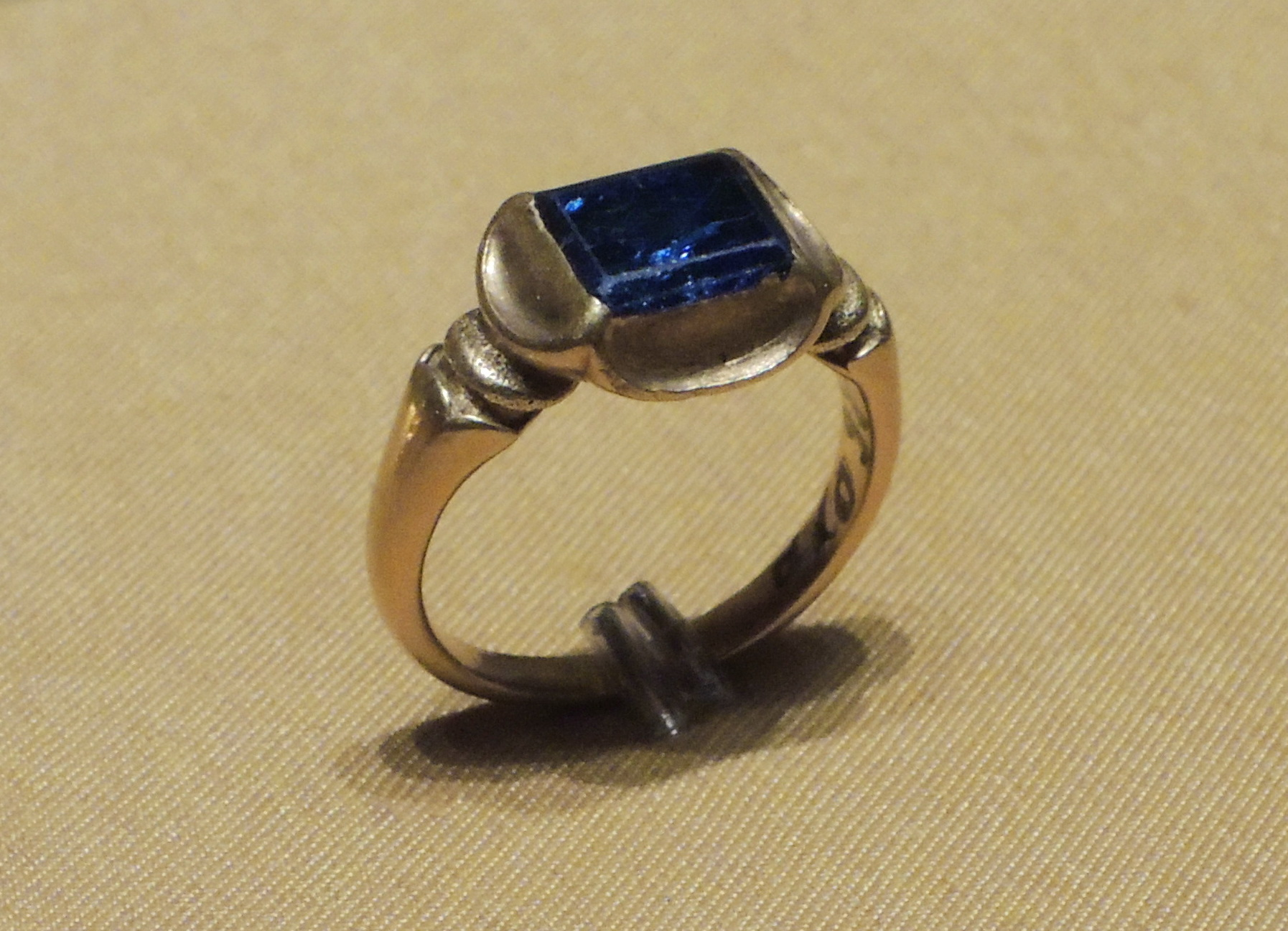
Перстень (т. н. Кольцо Ксении Годуновой). Западная Европа, конец XV века. Музеи Московского Кремля. Перстень был выкуплен специально для Оружейной палаты в 1830-х годах у Покровского монастыря в Суздале. Согласно его документам, он принадлежал царевне Ксении — инокине Ольге, по одной из версий, проведшей там последние годы жизни

Царь Борис пытался составить дочери роскошную партию, но все его попытки оказались несчастливыми. Несостоявшиеся женихи Ксении:
- Принц Густав Шведский, сын шведского короля Эрика XIV. Царь дал ему в удел Калугу. Но Густав, хоть и прибыл в Москву в 1598 году, не пожелал отказаться от прежней любви, вызвав (по некоторым источникам[10]) в Москву свою старую любовницу, и вёл разгульную жизнь. Кроме того, принц отказался переходить в православие[11]. В итоге Борис разорвал помолвку и отослал его в Углич, дав содержание.
- Затем были инициированы неудачные переговоры с Габсбургами: в 1599 году дьяк Афанасий Власьев отправлен со сватовством к Максимилиану, брату императора Рудольфа II. Переговоры начались в чешском городе Пльзене 10 октября. Родственники императора, несмотря на требования русской стороны о конфиденциальности, потребовали от него посоветоваться с Филиппом II Испанским и Сигизмундом III Польским. Рудольф II колебался, подумывая даже сам жениться на дочери «московита», раз уж царь обещал дать за ней «в вечное владение» Тверское княжество и поделить Речь Посполитую между Россией, женихом Ксении и императором. Однако Годунов требовал, чтобы муж дочери жил в России: «у светлейшего великого князя одна только дочь наша государыня, отпускать её как-либо нельзя»[12].
- В продолжение переговоров с Габсбургами речь зашла об эрцгерцоге Максимилиане Эрнсте Австрийском из штирийской ветви Габсбургов (сыне Карла II Австрийского, двоюродном брате императора и брате польской королевы Анны), но из-за вопроса веры и этот договор не состоялся.

| Царевна Ксения Власы имея черны, густы, Аки трубы лежаще по плечам. Бровьми союзна, телом изобильна, Вся светлостью облистана И млечной белостью Всетельно облиянна. | Воистину во всех делах чредима. Любила воспеваемые гласы И песни духовные. Когда же плакала, Блистала еще светлее Зелной красотой. |

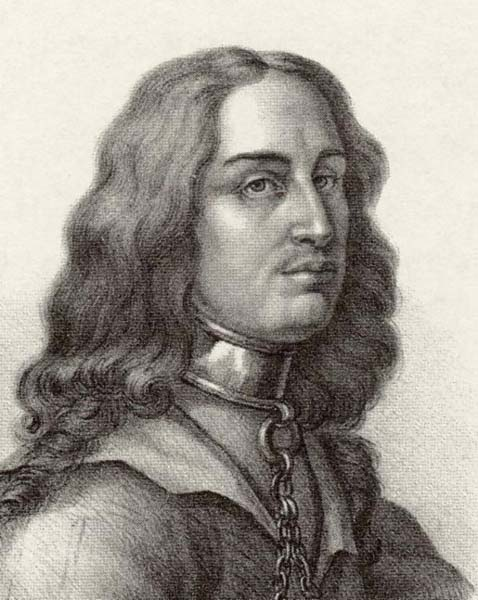
Принц Густав Шведский
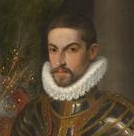
Максимилиан III Австрийский
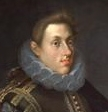
Максимилиан Эрнст Австрийский

- Принц Иоанн Шлезвиг-Гольштейнский («герцог Ганс»[13], «Иоанн королевич»), брат датского короля Христиана IV — практически стал мужем Ксении. Он прибыл в Москву и согласился стать русским удельным князем. По словам И. Массы, «царь Борис изъявлял чрезвычайную радость; царица и молодая княжна видели герцога сквозь смотрительную решетку, но герцог их не видел, ибо московиты никому не показывают своих жен и дочерей и держат их взаперти»[12]. Епископ Арсений Елассонский пишет[14], что принц «весьма понравился самой дщери и родителям её, царю и царице, и всем придворным, кто видел его, потому что был не только благороден и богат, но и был молод, а главное настоящий красавец и большой умница. Царь и царица весьма полюбили его и ежедневно принимали его во дворце, желая устроить брак».

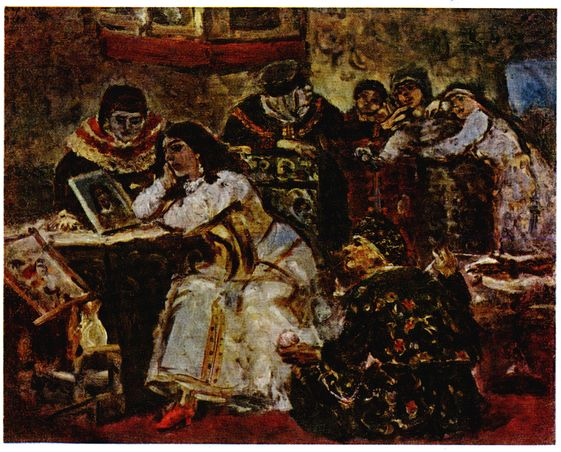
«Царевна Ксения Годунова у портрета умершего жениха-королевича»
(Василий Суриков, 1881)

Принц Иоанн принялся изучать русские обычаи, а Ксения с семьёй поехала перед свадьбой на богомолье в Троице-Сергиеву лавру (описание пышной поездки сохранилось в воспоминаниях иностранцев). В лавре «Борис с супругою и с детьми девять дней молился над гробом Св. Сергия, да благословит Небо союз Ксении с Иоанном». Но жених внезапно заболел и 29 октября 1602 года умер в Москве, так и не увидав невесты: «привезен был из другой земли жених, сын одного дружественного ему короля, но брак не состоялся: Бог не соблаговолил исполниться намерению людей». Борис сам сообщил Ксении о смерти жениха. По сообщению Николая Карамзина, после слов отца «любезная дочь! твое счастие и мое утешение погибло!» Ксения потеряла сознание. Это событие нашло отражение в трагедии Александра Пушкина «Борис Годунов»: 
Ксения Годунова: Милый мой жених, прекрасный королевич, не мне ты достался, не своей невесте – а темной могилке на чужой сторонке.
Начались хлопоты по новому сватовству. Борис думал о следующих кандидатурах, начав переговоры.
- Хозрой, грузинский царевич[к 4]. Переговоры о свадьбе вёл думный дворянин Михаил Татищев[12], Фёдору Борисовичу при этом предназначали в жены царевну Елену. Как пишет Карамзин[1], царевича уже на пути в Москву задержали дагестанские смуты 1604 года.
- Двоюродные братья датского короля Христиана IV. Около 1603 года послы Бориса в Дании обратились к шлезвигскому герцогу Иоанну, чтобы один из его сыновей, Фредерик или Альберт, женился на Ксении, переехал в Москву и стал удельным князем. Иоанн, в свою очередь, предлагал им третьего сына Филиппа, герцога Шлезвигского, который был не прочь переехать. Брачные планы не осуществились по причине начавшейся смуты[15].

В это время на горизонте внешней политики возник Лжедмитрий I. В тяжёлое для себя время царь Борис, по слухам, пытался предложить руку дочери Петру Басманову. 15 апреля 1605 года Борис внезапно скончался от апоплексического удара.

### После смерти царя Бориса

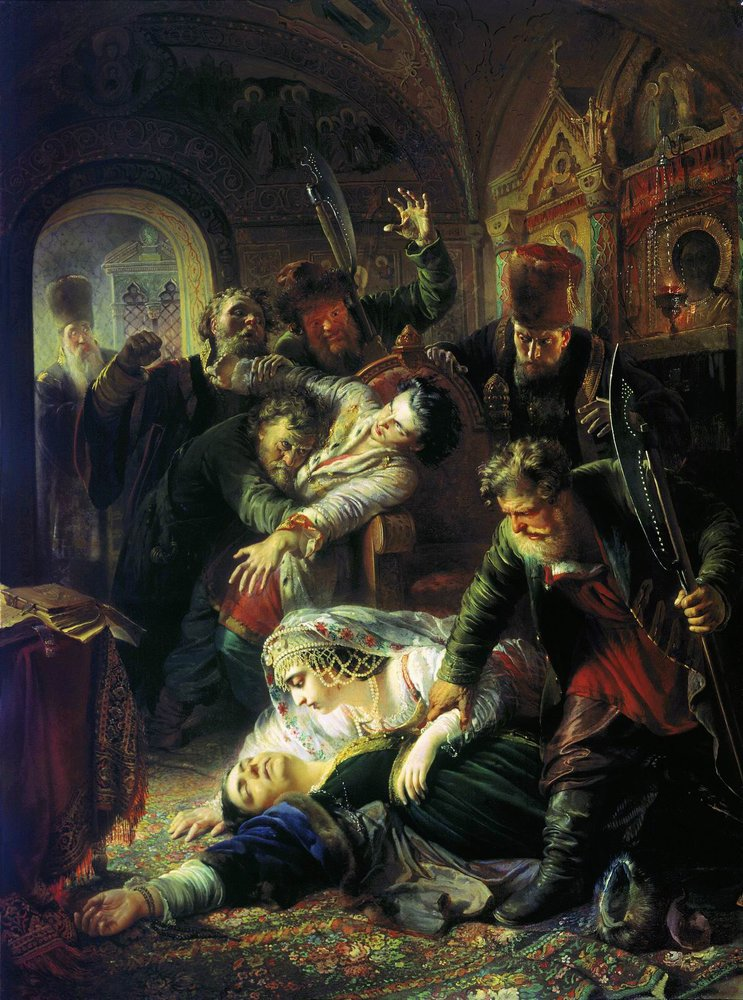
«Агенты Дмитрия Самозванца убивают сына Бориса Годунова»
(Константин Маковский, 1862)

После смерти царя Бориса Москва присягнула Ксении наряду с Фёдором и царицей Марией Григорьевной, через полтора месяца их свергнув. Ксения была отвезена вместе с родными в их прежний боярский дом в Кремле. 10 июня 1605 года на глазах у неё мать и брат были убиты, а царевну по приказу Лжедмитрия отвезли без чувств в дом князя Василия Мосальского («а царевну же Ксению повеле от смерти соблюсти, и в дому князя Василия Мосальсково веле ей пребывати», «дщерь повелел в живых оставити, дабы ему лепоты ея насладитися»). Историк К. Валишевский пишет, что Ксения во время расправы над семьёй Годуновых была отравлена (либо сама приняла яд) и только вовремя данное противоядие спасло ей жизнь.
Временник дьяка Ивана Тимофеева так описывает эти события:

А бдительно охраняемую девицу, он, после своего вступления в город, как рабу, без всякого царского чина, с ласковым принуждением вывел из царского дворца и в частном доме угождавшего ему и приближенного к нему нового вельможи, без её согласия, срезал, как недозрелый колос, — одел в монашеские одежды. И было бы удивительно, если не было ей чего-либо тайно-оскорбительного от отступника.

В доме князя Мосальского Ксения жила с июня по август:94. После венчания самозванца на царство (30 июля) он приблизил её к себе. Как считается, Ксения была изнасилована Лжедмитрием, отличавшимся общеизвестным сластолюбием — по сообщению князя Ивана Катырева-Ростовского:
Царевну же Ксению, дщерь царя борисову, девицу сущу, срамотне счиниша над нею и девство её блудом оскверниша…

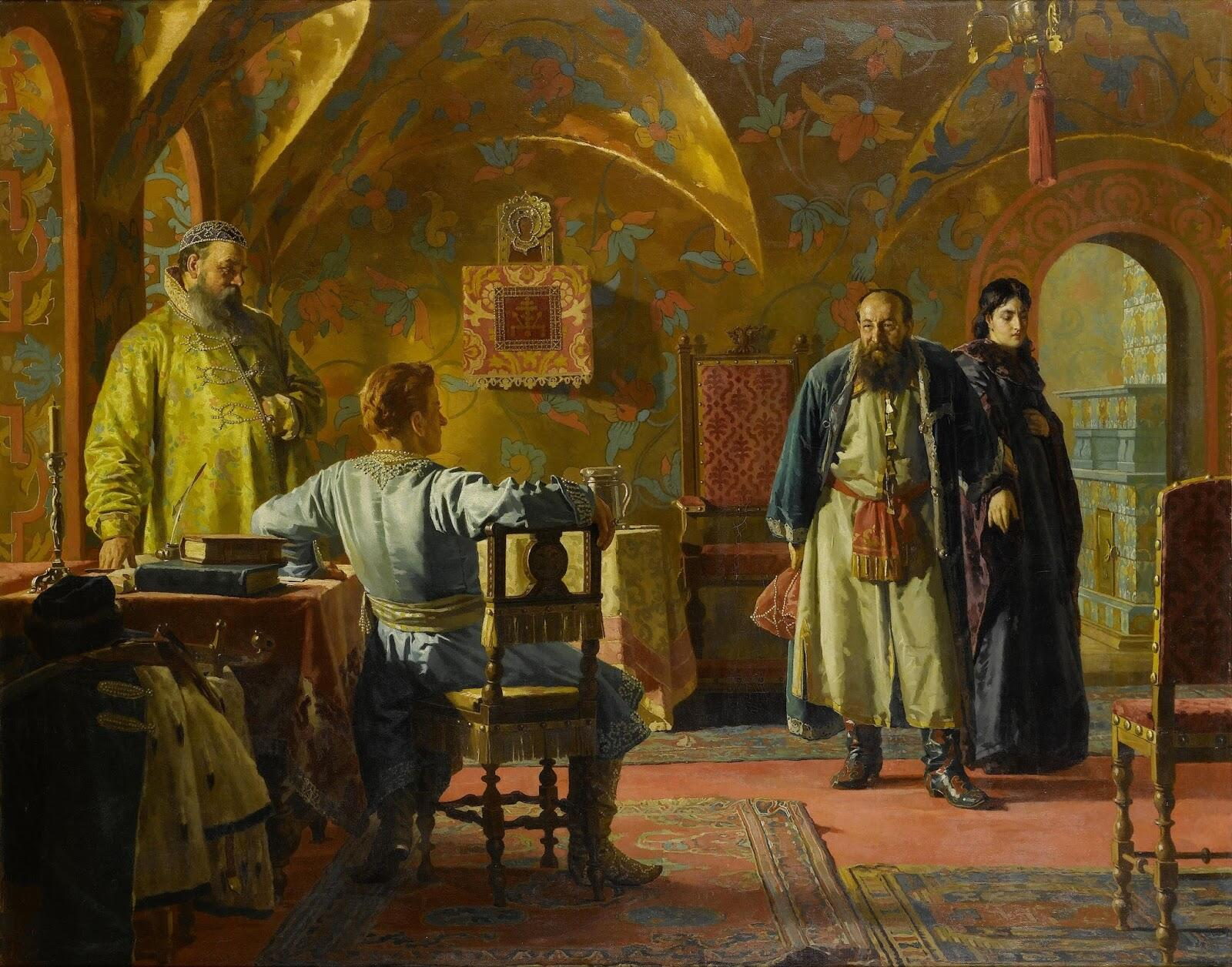
«Ксения Борисовна Годунова, приведённая к самозванцу»
(Н. Неврев, ранее 1883)

Князь Иван Катырёв-Ростовский посвятил этому событию немало горьких строк. Канцлер Великого княжества Литовского Лев Сапега, описывая судьбу семьи Бориса Годунова, писал «Бог отомстил через этого человека на сыне Борисове, ибо и сына и мать приказал удавить, а что он сделал с дочерью… <зачёркнутый текст> …а о других вещах не годится и говорить». Голландский купец Исаак Масса писал, что Лжедмитрий «в течение некоторого времени проявлял свою волю над дочерью царя Бориса Годунова».
Затем самозванец держал Ксению при своем дворе наложницей пять месяцев, что было необычно для не отличавшегося постоянством Лжедмитрия. Возможной причиной этого было то, что он опасался, что католическое вероисповедание его невесты Марины Мнишек могло вызвать недовольство народа. Недовольство народа планировалось преодолеть силой, а при неудаче использовать царевну Ксению как невесту.

Позднее Юрий Мнишек в своём письме, испугавшись за положение своей дочери в сердце царя, упрекал будущего зятя за его отношения с царевной: 
Поелику известная царевна, Борисова дочь, близко вас находится, то благоволите, ваше царское величество, вняв совету благоразумных с сей стороны людей, от себя её отдалить. Ведайте, ваше царское величество, что люди самую малейшую в государях погрешность обыкновенно примечают и подозрение наводят.
 В ноябре 1605 года, накануне обручения Лжедмитрия с Мариной Мнишек, Ксения была пострижена в монашество: «через пять месяцев постригли в монахини, назвавши её Ольгою монахинею, и сослали в ссылку в Белоозерский женский монастырь» (скорее всего имеется в виду Горицкий монастырь:94), где она провела в заточении 1605—1606 годы. Как доселе утверждали слухи, после пострига в монастыре Ксения родила сына от Лжедмитрия.

### После смерти Лжедмитрия

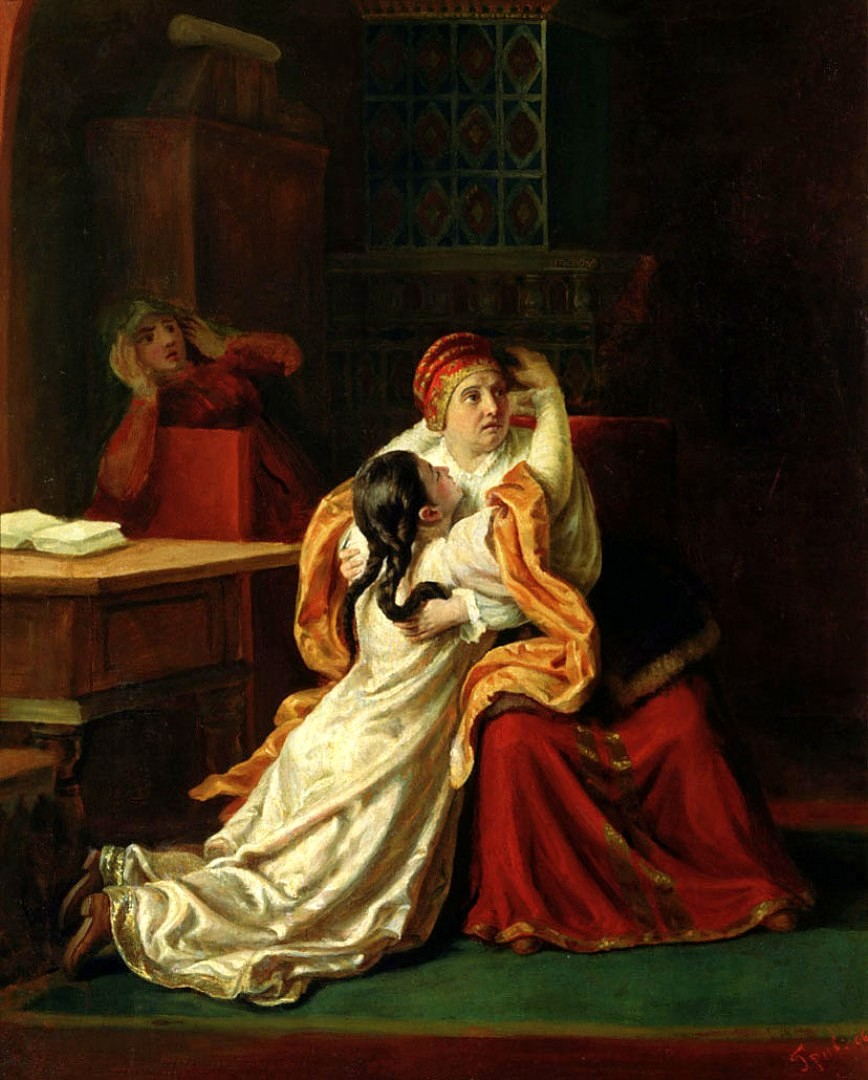
«Ксения Годунова»
(С. И. Грибков, 2-я половина XIX в.)

Её положение изменилось с воцарением Василия Шуйского. Сначала её перевели в Успенский Княгинин монастырь. Затем царь Василий приказал в 1606 году торжественно перенести тело Бориса Годунова, его жены и сына из Варсонофьева монастыря в Троице-Сергиеву Лавру, инокиня Ольга следовала за процессией в закрытых санях. Иностранцы сообщают о плаче инокини-сироты по своим близким во время этой процессии. Затем она поселилась в находящемся неподалёку Подсосенском монастыре (ктитором монастыря был её отец Борис), где в то же время находилась и бывшая ливонская королева Мария Владимировна, дочь старицкого князя Владимира Андреевича, вдова Магнуса, до пострига бывшая следующей в линии престолонаследия после царевича Дмитрия:95.
В сентябре 1608 года обе женщины сбежали от поляков в Троицу, поселившись там надолго во время знаменитой обороны, когда монастырь, выдержав 16-месячную осаду польско-литовских интервентов под предводительством Яна Сапеги и Александра Лисовского, стал одним из оплотов Второго ополчения Минина и Пожарского. От этого времени (29 марта 1609 г.) сохранилось письмо царевны к своей тетке, княжне Домне Богдановне Ноготковой (урождённой Сабуровой). Царевна пишет «…я у Живоначальные Троицы, в осаде» и сообщает подробности своей жизни в осаждённом монастыре:
В своих бедах чуть жива, конечно больна со всеми старицами: и впредь, государыня, никако не чаем себе живота, с часу на час ожидаем смерти, потому что у нас в осаде шатость и измена великая. Да у нас же за грех за наш моровоя поветрея, всяких людей изняли скорби великия смертныя, на всякой день хоронят мертвых человек по двадцати, и по тридцати, и больши. А которые люди по ся место ходят — и те собою не владеют, все обезножели. Да пожалуй отпиши ко мне про московское житье, про все доподлинно, а яз тебе, государыне своей, много челом бью.
В июле того же года инокиня Соломонида, её служанка, в письме своей матери о преодолении эпидемии и отбитой атаке, упоминает, что по милости царевны они не терпят нужды, и что она дала рубль на похороны некоего человека, которого не на что было хоронить.
В 1610 году, после отхода поляков от Троицы, женщины обосновались в Новодевичьем монастыре, который через некоторое время был взят казаками Первого ополчения под предводительством Ивана Заруцкого: «они черниц — королеву княж Владимирову дочь Андреевича и царя Борисову дочь Ольгу, на которых преж сего и зрети не смели — ограбили донага». «Новый летописец», описывая разграбление Новодевичьего монастыря, сообщает «…старицы же послаша в монастырь в Володимер». С воцарением Михаила Фёдоровича её участь не улучшилась — она оказалась во владимирском Успенском Княгинином монастыре. По некоторым указаниям, в 1616 году она была переведена для более строгого послушания в суздальский Покровский монастырь. Свидетельством её пребывания там является сапфировый перстень, выкупленный в 1830-е годы для Оружейной палаты из собрания монастыря, где тогда имелись документы об инокине Ольге и ее владении этим кольцом.

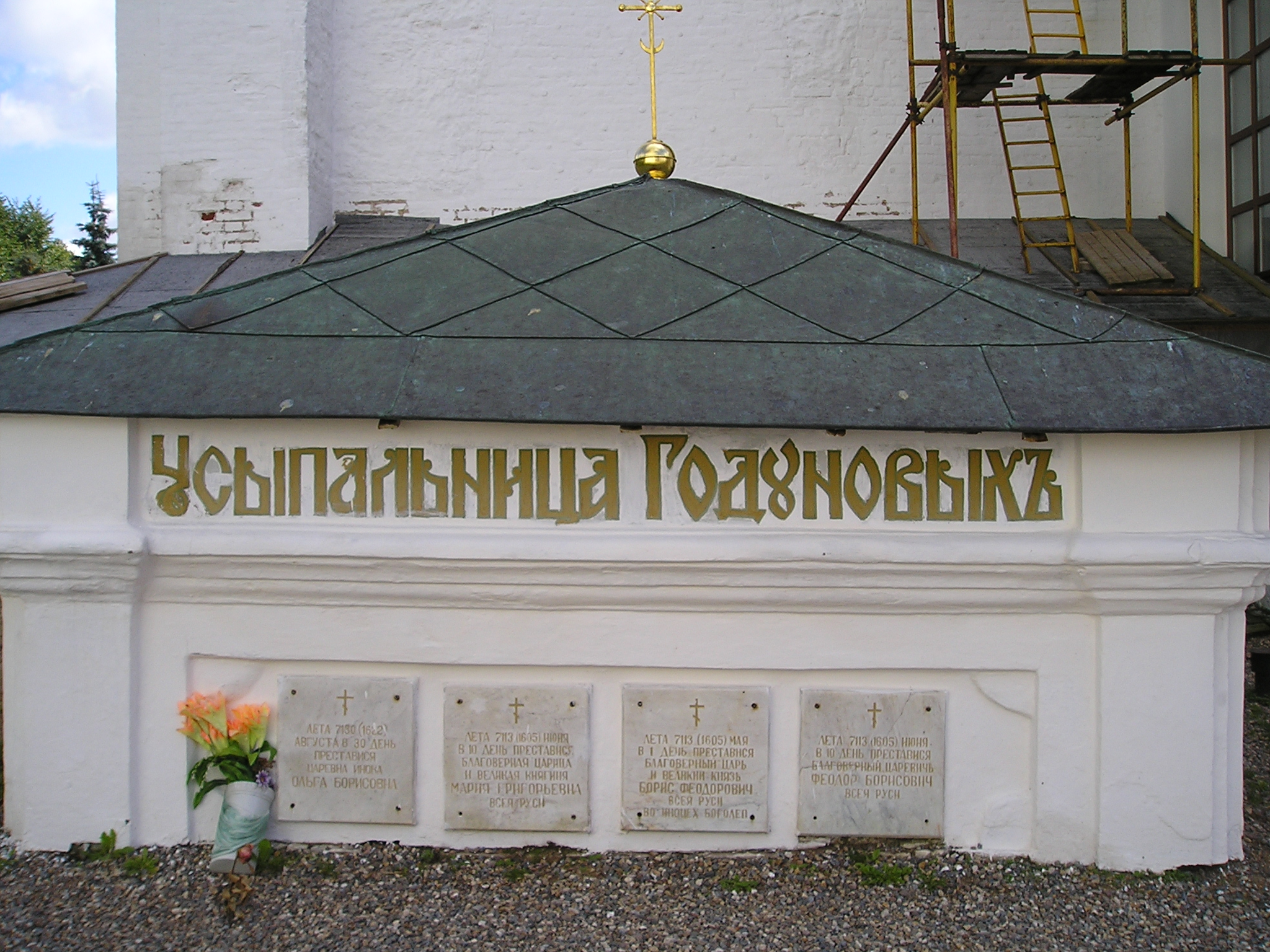
Гробница Годуновых

Умерла 30 августа 1622 года в возрасте 40 лет: по одним указаниям, во владимирском Княгинином монастыре, по другим — в суздальском Покровском. Душеприказчиком царевны, согласно её духовной грамоте, стал Никита Дмитриевич Вельяминов:96. Он сделал от её имени щедрый вклад в Троицкий монастырь. Вкладная запись о нём заканчивается словами «И за тот вклад тело царевны иноки Ольги Борисовны погребли в Дому Живоначальные Троицы и имя её написали в вечные сенаники с сельниками». Чтобы быть похороненной в Троице-Сергиевой Лавре рядом с родителями в фамильной усыпальнице Годуновых, царевна перед смертью «била челом» царю Михаилу Фёдоровичу и получила на то его согласие:96. В последующие годы 1 мая в лавре у гробницы Годуновых совершали ежегодное поминовение царя Бориса, его жены Марии Григорьевны, сына Фёдора Борисовича и дочери Ксении, в инокинях Ольги:96.
В 1945 году гробница Годуновых была вскрыта антропологом М. М. Герасимовым, но захоронение оказалось ранее потревоженным грабителями — кости и содержимое гробов было перемешано, черепа не сохранились:302 и лица представителей династии Годуновых методом антропологической реконструкции оказалось невозможным восстановить. Из предметов, обнаруженных в ходе этих раскопок, в экспозиции Троице-Сергиевой лавры находится остроносая, очень маленького размера кожаная туфелька царевны, восстановленная реставраторами.

## Творчество царевны Ксении

### Шитьё

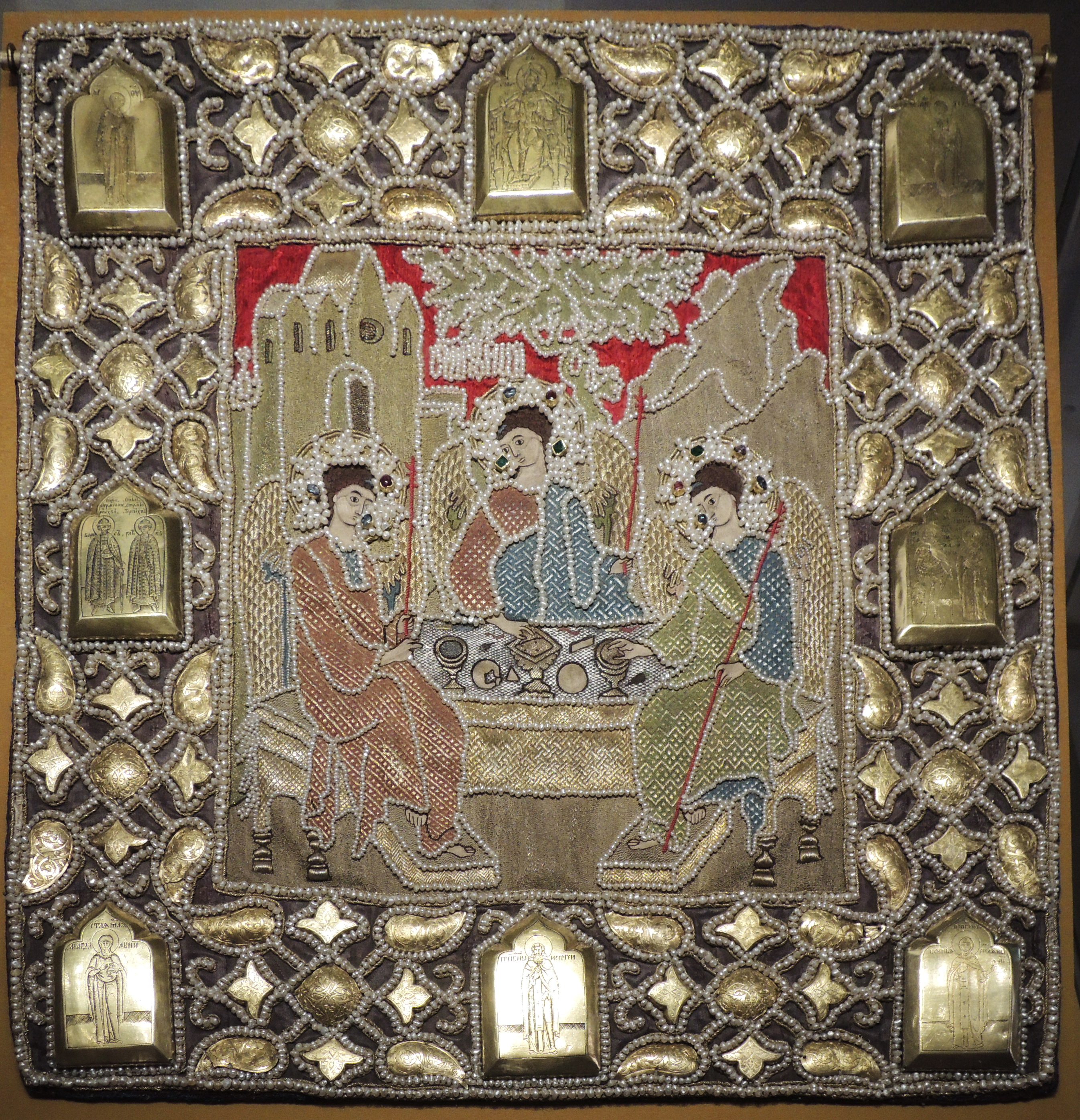
Покровец на главу Сергия Радонежского

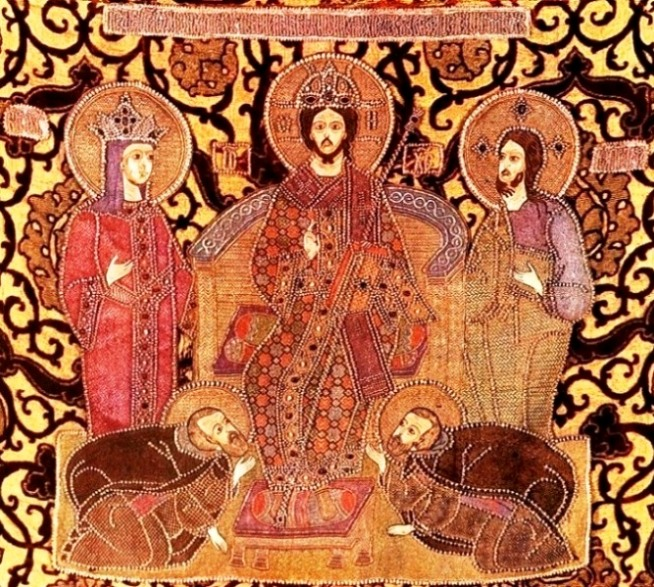
Индития на жертвенник

В музее Троице-Сергиевой лавры хранятся два примера древнерусского шитья, считающиеся рукодельем царевны — вкладом, сделанным ею в период сватовства::303-306
- Покровец для изголовья гробницы Сергия Радонежского, на котором вышито изображение Пресвятой Троицы. Согласно монастырской описи, это вклад царя Бориса Годунова «от усердия и трудов дочери его царевны Ксении Борисовны в 1601 году». Покров предназначался для покрытия главы преподобного Сергия Радонежского в гробнице с его мощами. На нём вышита ветхозаветная Троица в «рублёвском» изводе, традиционном для данного времени. Лики и руки ангелов вышиты сероватым шёлком атласным швом, а одежда золотыми и серебряными нитями с включением нитей цветного шёлка, которые создают различные узоры. В венцы на головах ангелов помещены жемчуг и драгоценные камни. Все контуры изображений обнизаны жемчугом. По периметру покрова в серебряных позолоченных дробницах помещены следующие изображения: наверху «Отечество» с предстоящими Богородицей и Иоанном Предтечей, по левому краю святые Борис и Глеб, по правому — Феодор Стратилат и Феодот Анкирский, по нижнему краю — Сергий Радонежский, Мария Магдалина и преподобная Ксения;
- Индития (покров на жертвенник) «Предста Царица одесную Тебе», выполненная за счет комбинирования пятнадцати различных узоров и швов. По монастырской описи она «вышита собственными трудами и пожалована в обитель пр. Сергия царевною Ксениею Борисовною Годуновой в 1602 году». В качестве фона использован испанский рытый бархат[к 8] (на его золотом фоне помещены извивающиеся веточки с плодами граната). Контуры всех фигур обнизаны жемчугом. Одежда Иисуса Христа и Богоматери, а также их венцы украшены драгоценными камнями. К ногам Иисуса Христа припадают чудотворцы Сергий и Никон Радонежские.

Эти произведения относятся к традиции годуновской «светлицы», бывшей одной из лучших мастерских художественного шитья конца XVI — начала XVII веков:309. Однако в них отсутствуют мягкость трактовок образов и живописность изображения.

### Плач царевны
Сплачетца на Москве царевна:

«Ох-те мне молоды горевати,

что едет к Москве изменникъ,

ино Гриша Отрепьев рострига,

что хочет меня полонити,

а полонив меня, хочет постритчи,

чернеческой чин наложити!
Известно 2 варианта народной песни Смутного времени — «Плача царевны», в которых повторяются размер и основные строки (см. тексты в викитеке). Записаны эти тексты уже после Смутного времени, в 1618—1620 годах для священника английского посольства Ричарда Джемса (в Вологде или Архангельске). Этот англичанин зимовал в Холмогорах, так как опоздал на последний корабль, отправлявшийся на его родину. Песни найдены в записной книжке Джемса и впервые изданы в 1907 г. в Санкт-Петербурге. Авторство реальной Ксении недоказуемо, и, скорей всего, она просто является лирическим героем.
В песнях царевна Ксения оплакивает отца и все свои семейные несчастья. Судя по тексту, песни написаны уже после смерти Лжедмитрия и содержат указание об «обиде», причинённой девушке самозванцем. При этом о надругательстве Лжедмитрия над Ксенией в песнях говорится только намёком — «хочет меня полонити». По мнению филолога Ф. И. Буслаева, это объясняется тем, что «народная фантазия с глубоким эстетическим тактом пощадила свою прекрасную героиню, сохранив её образ чистым, незапятнанным от прикосновения Расстриги»:299. В песнях хотя и изображена печальная судьба царевны, но она показана молодой девушкой, мечтающей в том числе «на добрых молотцов посмотрити».
В киноленте «1612» один из этих текстов использован для создания саундтрека: песня-плач положена на музыку композитором Алексеем Рыбниковым, исполнитель — группа Zventa Sventana.

## В искусстве
«В невестах уж печальная вдовица».

«Все плачет о мертвом женихе». 

«Милый мой жених, прекрасный королевич, 

говорит она, целуя его портрет.

— Не мне ты достался, не своей невесте, 

а темной могиле на чужой сторонке;

никогда не утешусь, вечно по тебе плакать буду».

— «Забудешь Ивана королевича» — утешает её мамка. 

— «Нет, мамушка, я и мертвому буду ему верна». 

— «Братец, братец! кажется к нам бояре идут!» —

говорит она в последней сцене.

«Ах братец, сердце замирает».
классическая литература:
- Фридрих Шиллер оставил план неоконченной драмы «Деметриус» (1804).
- Персонаж трагедии А. С. Пушкина «Борис Годунов» (1825).
- Егор Розен выступил с романтическим «отрывком» под заголовком «Ксения Годунова», в котором исторические события даны в форме лирического воспоминания, а затем вещего сна героини (1828).
- Н. Елагин, «Начало поэтической фантазии: Ксения Годунова» («Московский вестник», 1830, ч. IV)
- Фигурирует в трилогии А. К. Толстого «Царь Борис» (1868—1869).
- А. Н. Островский собирался посвятить ей ненаписанную драму.
- А. С. Суворин, пьеса «Царь Дмитрий Самозванец и царевна Ксения» (1904)
- Николай Лесков в «Островитянах» упоминает её так: «царевна Ксения Годунова, эта благоуханная чистая роза, кинутая в развратную постель самозванца…»
- Анна Караваева, повесть «На горе Маковце» (1942)
- Владимир Соловьёв, историческая хроника «Царь Юрий» (1965), фигурирует в качестве одного из действующих лиц (сцена с Марфой в Новодевичьем монастыре)
- Илья Сельвинский, лирическая трагедия «Царевна-Лебедь» (1966)
- Инна Заграевская, пьеса «Обманщики»
- Юрий Кублановский, стихотворение «Памяти Годуновой» (1977)
- Константин Сергиенко, исторический роман «Ксения»

музыка:
- Персонаж основанной на трагедии Пушкина оперы М. Мусоргского «Борис Годунов» (сопрано).

живопись:
- Ей посвятили свои художественные произведения Василий Суриков (этюд «Царевна Ксения Годунова у портрета умершего жениха-королевича», близкий по композиции к картине «Меншиков в Берёзове»), Николай Неврев («Ксения Борисовна Годунова, приведённая к самозванцу»), Константин Маковский («Агенты Дмитрия Самозванца убивают сына Бориса Годунова»), Клавдий Лебедев («Лжедмитрий I и царевна Ксения Годунова»), Иосиф Винцман («Царевна Ксения Годунова рассматривает изображение своего жениха»), Сергей Грибков («Ксения Годунова», Тверь).

кинематограф:
- Фильм «Борис Годунов» (1954), актриса — Надежда Клягина.
- Фильм «Борис Годунов» (1986), актриса — Елена Бондарчук.
- Фильм «Борис Годунов» (1987), актриса — Ольга Суржа.
- Фильм «Борис Годунов» (2011), актриса — Софья Федорова-Рошаль.
- Главная героиня фильма «1612» (2007), актриса — Виолетта Давыдовская. Фильм имеет мало связи с реальными историческими фактами.
- Телесериал «Годунов» (второй сезон, 2019), актриса — Дарья Урсуляк.

массовая и современная литература:
- Елена Вельтман. «Приключения королевича Густава Ириковича, жениха царевны Ксении Годуновой», 1867. Опубликовано частями в «Отечественных записках», т. CLXX и CLXXI.
- Оксана Духова. «Царевна без царства» — альтернативная фантастика
- Владимир Широгоров. «Последнее царство» — исторический роман-трилогия, кн. 2: «Царевна Ксения».
- Роман Злотников. «Царь Фёдор» — фантастическая трилогии в жанре альтернативной истории (второстепенная героиня).

## Комментарии
1. ↑  Известно, что после похорон датского принца Иоанна, несостоявшегося жениха Ксении, Борис Годунов прислал на датское подворье большое угощение — «При этом царь велел нам сказать, что сегодня именины его дочери, царевны, и что поэтому он посылает… упомянутое жалование» (Архимандрит Макарий (Веретенников). Монахиня Ольга (Годунова) // Древняя Русь. Вопросы медиевистики. — 2002. — № 3 (9). — С. 92.)
2. ↑  Михаил Булгаков в своей пьесе «Иван Васильевич» использует эти слова для реплики Ивана Грозного, попавшего в будущее: «Как же её не любить? Боярыня красотою лепа, бела вельми, червлёна губами, бровьми союзна, телом изобильна… Чего же тебе надо, собака?!»
3. ↑  Примерный перевод: "Царевна же Ксения, дочь царя Бориса, незамужняя, подросток чудной сообразительности, очень красива, очень бела [возможно следует понимать как непорочна[4]], щеками румяна, красна губами, глаза имела чёрные [и] большие, светлостью светились; когда же от горя слёзы из глаз испускала, тогда ещё больше светлостью блистали особенной; [имела] сросшиеся брови, телом изобильна, молочной белизной залита; ростом не высока не низка; волосы имела чёрные, большие, как трубы, по плечам лежали. Среди всех женщин благочестивейшая и писанию книжному научена, многим цвела благоречием, воистину во всех делах последовательна; гласы воспеваемая любила и песни духовные любезно желала
4. ↑  В известной родословной грузинского царского рода Багратиони такого царевича (именно сына царя) нет. Среди всех членов разделившегося к тому времени на несколько ветвей дома Багратиони того периода находят двух Хозроев, или по-грузински, Кайхосро, которые подходят по годам жизни. Первый был одним из двух сыновей кахетинского царевича Иесе (?—1580) от брака, заключённого в 1578 году с неизвестной по имени персидской царевной — внучкой шаха Исмаила и дочерью Шахзаде Абуль Назира Сэм Мирзы. Годы рождения и смерти детей Иесе не известны, но, во всяком случае, Кайхосро родился не ранее 1578 и не позднее 1581 года. Отцом Иесе был царь Кахети Леван I, и, соответственно, Кайхосро мог считаться царевичем как внук и племянник царя Кахети. Косвенным образом в пользу того, что именно он был женихом Годуновой, свидетельствует то обстоятельство, что брат этого Кайхосро Баграт в 1607 году жил в России, где был известен как князь Панкратий Иессеевич Грузинский. Второй из возможных Кайхосро — Кайхосро Мухранбатони (1580—1629, по другим данным: 1582—1627), впоследствии владетель Мухранский (1624—1627) и регент Восточной Грузии (1624—1625), — правнук царя Картли Константина II и средний сын владетеля Мухранского Вахтанга I (ок. 1510 — 1580) и кахетинской царевны. Однако этот Кайхосро не мог именоваться царевичем (во всяком случае в Грузии), так как ещё его дед получил особый удел, и с того времени представители произошедшей от него Мухранской ветви Багратионов (младшей ветви царского рода) именовались Мухран-батони (владетели Мухранские). В первой книге романа-эпопеи Анны Антоновской «Великий Моурави» (к которому, впрочем, следует относиться именно как к художественному, а не историческому произведению) жених Годуновой фигурирует как 23-летний (на 1602 год, что даёт примерно 1579/80 как год его рождения) царевич Кайхосро, или в русских документах Хоздрой или Хостр (sic!); при этом указывается, что он был племянником картлийского царя Георгия X (отсюда — карталинский царевич), а далее он, кажется, идентифицируется с Кайхосро Мухранским. Формально ни первый, ни второй Кайхосро племянниками Георгия X не являлись.
5. ↑  «О волче хищенный, ненасытимый! Не насытился еси сластолюбием, кроме сия благородныя девицы!.. Множество честнейших жен и множество благолепных девиц во царствующем граде ненасытным своим блудным хотением осквернил еси,- почто сию благородную девицу, дщерь цареву сущу, не пощадил еси, девственный чертог ея опорочил, ея же благородию во царствующем граде никто подобен, понеже во царском доме воспитана бысть по обычаю своему?! Благолепие же лица ея никто от синклит мог видети, мнози же благороднии юноши царского роду, от Августа кесаря влекоми суть, сын великого короля Датцкие земли, юноша зело чюден образом и делы, и иныя мнози благороднии юноши, сея ради благородныя девицы, оставя своё отеческое царство и грады, приидоша рабским служити царю Борису, отцу её, понеже превеликия Росии царя дщерь во благородстве своем, яко цвет дивный, сияя. Ты же сию блудом осквернил, и царское ея благородие обесчестил, и законному браку не сподоби, и облекл еси ея во мнишеский образ, и заточению предаде!.. О проклятый богомерзкий еретику!.. Сию же девицу осквернив блудом, и убогу учини, и в пустыню заточи, ея же николи же могла видети!»
6. ↑  Родной сестре царевны Евдокии Богдановны Сабуровой, одной из жен царевича Ивана, убитого отцом Иваном Грозным
7. ↑  «Образ Пречистые Богородицы Одегитрия обложен серебром чеканным золочен, в венце 7 камышков розных цветов… Образ Спасов Еммануила обложен серебром басмою. Образ Видение чюдотворца Сергия обложен серебром басмою, венцы резные; золотой с мощами крест, украшенный камнями и жемчугом; серебряная панагия с изображением Троицы, Богоматери Воплощения и Распятия…», а также различную церковную утварь, серебряную посуду, шубы (Вкладная книга Троице-Сергиева монастыря. — М., 1987. — С. 29.)
8. ↑  Такой же испанский бархат имеется на одном из стихарей Соловецкого монастыря, ныне хранящемся в музеях Московского Кремля. Кроме того А. Н. Свирин указывает, что «совершенно тождественного узора бархат изображён на портрете 1553 г. Элеоноры Толедской работы Бронзино в Уффици во Флоренции» (Древнерусское шитье. — М., 1963. — С. 110.)